# Geophaps
Geophaps és un gènere d'ocells de la família dels colúmbids (Columbidae ). El plomatge i la distribució suggereixen que totes les espècies del gènere s'han format a partir d'un avantpassat comú i que a través de la radiació adaptativa han variat molt en grandària, forma i ecologia.

## Descripció

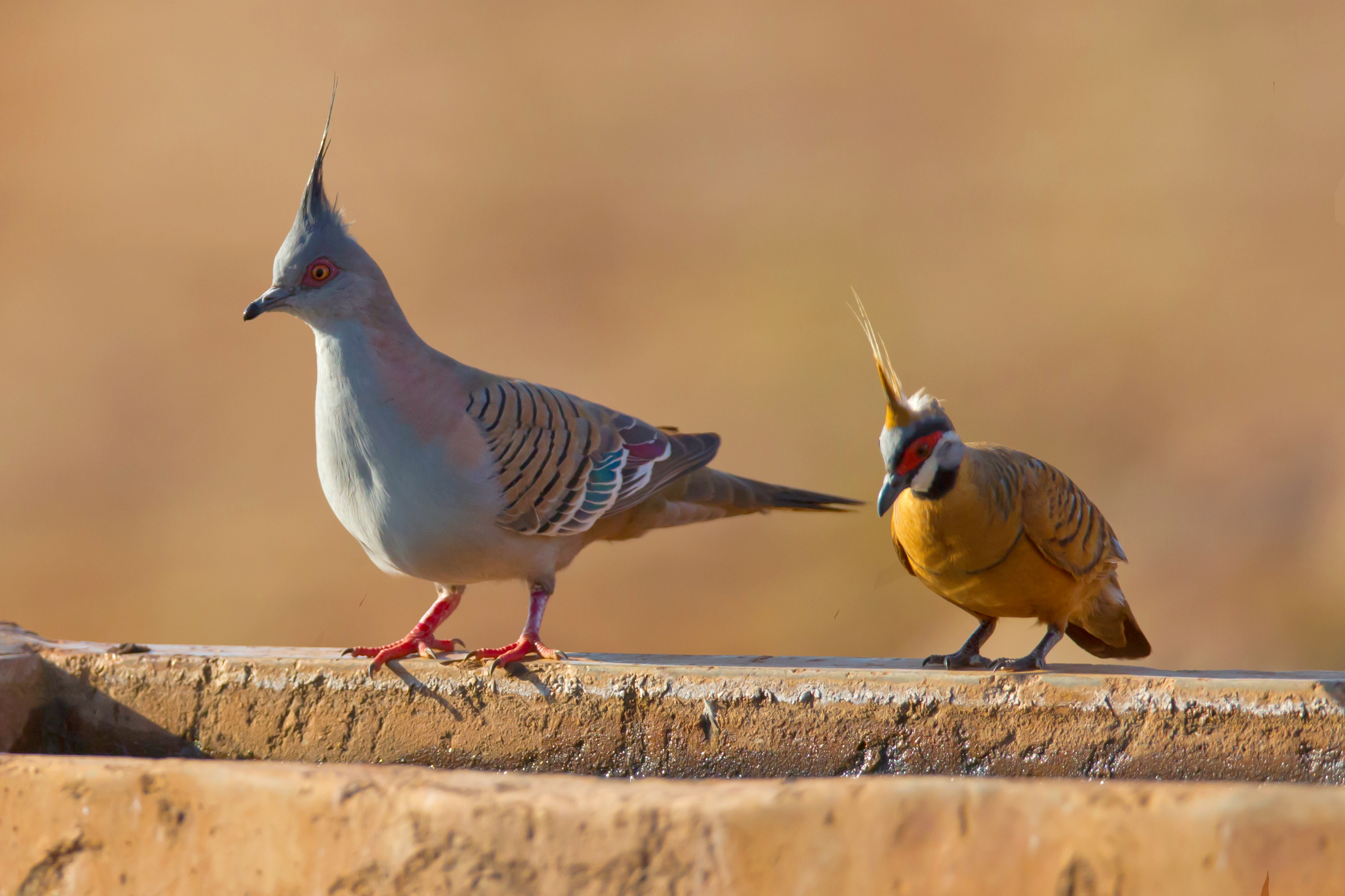
Colom bronzat crestat al costat del colom plumífer.

Totes les espècies de coloms i tórtores es descriuen amb el coll i les potes curts, i un bec curt i prim.
Les tres espècies del Geophaps són endèmiques d'Austràlia i generalment es descriuen com ales de bronze. Estan estretament relacionats amb els coloms del gènere Phaps. Les espècies de Geophaps comparteixen patrons de vol semblants a les perdius i no mostren diferències de plomatge entre els sexes. Tots els membres del gènere són terrestres. Geophaps scripta i Geophaps smithii són espècies estretament relacionades i tenen patrons facials reconeixibles. Geophaps plumifera té una cresta llarga i erecta i es considera raonablement diferent de G. scripta i de G. smithii. S'havia inclòs en el gènere Ocyphaps amb el colom bronzat crestat.

## Alimentació, comportament i ecologia

### Alimentació
Les espècies de Geophaps són granívors que s'alimenten a terra, i hi ha estudis que descobreixen que les llavors constitueixen la seva dieta gairebé completament, amb un petit nombre d'insectes que es troben als cultius de Geophaps smithii. Mentre que el colom plumífer es troba a les praderies àrides de tussock/Spinifex, no s'ha trobat que les llavors de l'herba Spinifex constitueixin una gran part de la dieta.

### Cria
Tots els coloms Geophaps presenten una mostra de reverència durant el festeig. L'exhibició del colom plumífer i del colom bronzat crestat es compon d'un aixecament i obertura de la cua amb les ales plegades però parcialment obertes per mostrar a la potencial parella les marques iridescents. La resta de membres Geophaps s'exhibeixen i s'inclinen d'una manera molt semblant.
S'ha comprovat que G. scripta pot realitzar el ritual de festeig completament erecte i posat sobre una branca, amb el plomatge lleugerament bufat. Llavors el mascle es balanceja amunt i avall ràpidament i rítmicament, es mostra sol i espera que una femella voli cap a ell i s'aparellin. S'ha demostrat que la pluja i l'abundància d'aliments afecten els cicles reproductius.
S'ha observat que construeixen nius en una plataforma de branques, amb els dos sexes recollint material de construcció del niu. La femella construeix el niu, passant branques primes a través de la subestructura. Es creu que aprenen a construir nius mitjançant assaig i error.

### Paràsits
Els coloms i les tórtores estan parasitats per dos grans grups de polls; polls de les ales i polls del cos. La majoria dels ocells són hostes d'ambdós grups, que s'alimenten de les parts de plomes que estan a prop del cos. S'ha trobat que els polls del cos tenen més probabilitats de ser específics de l'hoste que els polls de les ales, possiblement a causa de l'ecologia de l'hoste, on els coloms terrestres que s'alimenten a terra poden crear una transferència més fàcil de polls i, per tant, són més propensos a portar polls específics del cos que els ocells arboris.

## Amenaces per a la conservació
Les espècies de Columbidae es troben entre les famílies d'ocells més amenaçades del món. La conservació de les espècies de Geophaps està en gran manera amenaçada per la pèrdua i la fragmentació de l'hàbitat causada principalment per l'agricultura i la interferència humana així com per la depredació dels depredadors introduïts, és a dir, els gats.
Com que els ambients àrids estan canviant de manera natural, és difícil mesurar l'abast del canvi causat per la pastura, però, el pasturatge del bestiar es considera incompatible amb la successió natural dels ecosistemes. El sobrepasturatge del bestiar provoca alteració i degradació del sòl i de la flora. S'ha registrat que molt poques espècies àrides han disminuït en nombre des de l'assentament europeu i algunes espècies, com ara el colom plumífer i el colom bronzat crestat, han augmentat la mida de la població, possiblement a causa de l'augment de fonts d'aigua permanents creades per al bestiar.

## Vincles culturals

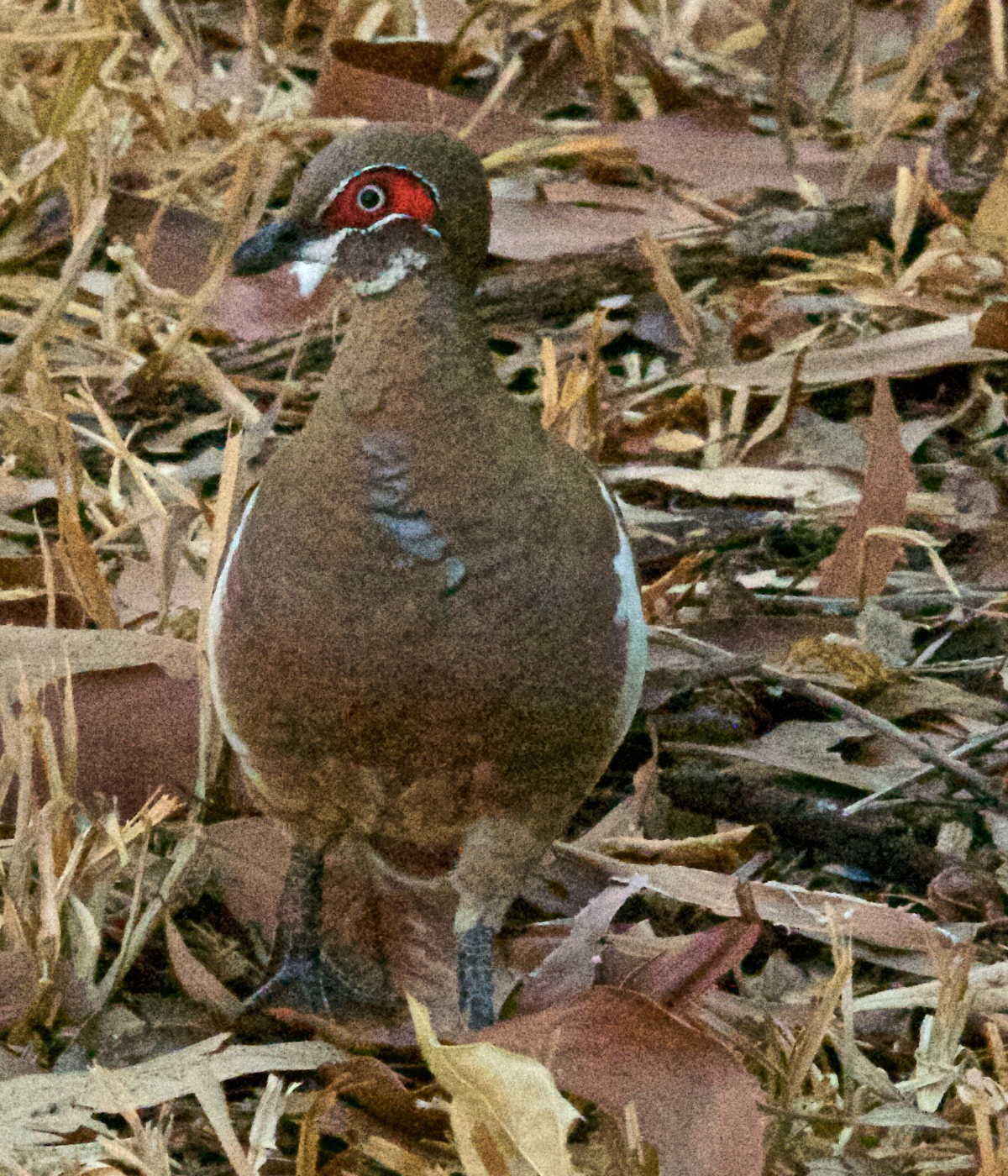
Colom de màscara roja

Les espècies dins de Geophaps surten en històries i cançons aborígens.
El colom de màscara roja (G. smithii) ha estat catalogat com una espècie d'ocell que apareix com a tema de la cançó de Morrdjdjanjno. Morrdjdjanjno és un gènere de cançons de l'altiplà de la Terra d'Arnhem en l'extrem superior del Territori del Nord, només les canten els homes i es transmeten com a cançons de “domini públic”. Els temes de les cançons de Morrdjdjanjno són en relació amb esdeveniments mitològics d'importància religiosa i es creu que posen el cantant en contacte amb l'animal que es canta o que augmenten el nombre de determinades espècies.
Del colom plumífer i del colom bronzat crestat s'han registrat versions d'un conte infantil aborigen d'Austràlia Central, que transmeten rics significats simbòlics entre les espècies de Geophaps i les associacions del poble arandic amb “kurdaitchas” (una persona que es proposa matar o fer mal a algú, sovint en venjança, i que no deixa rastre.

## Taxonomia
El gènere Geophaps va ser introduït l'any 1842 pel zoòleg anglès George Robert Gray per acollir el colom escrit (G. scripta). El nom del gènere combina el grec antic «geō» (γεω) que significa “terra” i «phaps» (φάψ), que significa “colom salvatge”.
Els coloms i tórtores es col·loquen en els seus grups taxonòmics basant-se principalment en característiques estructurals. Els coloms alimenten les cries per regurgitació i xuclen aigua mentre el bec està submergit. Mascles i femelles es reparteixen els deures d'incubació.
Els coloms Geophaps són membres de la família Columbidae, la distribució de la qual s'estén entre tres zones definides arreu del món: Àmerica; Àfrica, Orient Mitjà i Àsia central; i Àsia, Australàsia i Oceania. Austràlia i Oceania són la llar de gairebé dos terços de totes les espècies vives de Columbidae, que també inclou tres quartes parts de totes les espècies amenaçades en l'àmbit mundial.
Segons la Classificació del Congrés Ornitològic Internacional (versió 14.2, 2024) aquest gènere està format per tres espècies:
- colom plumífer (Geophaps plumifera).
- colom escrit (Geophaps scripta).
- colom de màscara roja (Geophaps smithii).

Dues espècies més s'havien inclòs en aquest gènere, el colom bronzat crestat (ara a Ocyphaps) i el colom plumífer ferruginós (Geophaps ferruginea) actualment inclòs com a subespècie de G. plumifera

### Evolució
Es creu que els coloms del gènere Geophaps van evolucionar a partir de fòssils d'ocells que es van trobar a Riversleigh, al nord-oest de Queensland. Els fòssils es van descriure com un nou gènere i espècie de colom i són els fòssils de Colúmbids més antics que s'han trobat a tot el món. L'espècie fòssil s'ha relacionat més estretament amb el colom bronzat, incloses les espècies Geophaps i suggereix que els coloms poden haver evolucionat a l'hemisferi sud. La troballa de fòssils indica que l'ascendència del colom bronzat es remunta al final de l'era del Paleogen.